# Kim Jae-bum
Kim Jae-bum (Koreaans:김 재범) (Gimcheon, 25 januari 1985) is een Koreaanse judoka, die uitkomt in de klasse halfmiddengewicht (tot 81 kg). Hij werd olympisch kampioen, meervoudig wereldkampioen, meervoudig Aziatische kampioen en schreef diverse wereldbekerwedstrijden op zijn naam.
In 2004 won hij goud bij de wereldjeugdkampioenschappen in de klasse tot 73 kg. In 2005 behaalde hij zijn eerste grote succes bij de senioren met het winnen van de Aziatische kampioenschappen in Tashkent in dezelfde klasse. Hij werd gezien met Lee Won-hee en Wang Ki-Chun tot de drie sterkste Zuid-Koreaanse judoka's in de klasse tot 73 kg. Om de sterke concurrentie uit de weg te gaan nam hij in 2007 toe in gewicht. In 2008 werd hij wereldkampioen in de klasse tot 83 kg.
In 2008 maakte hij haar olympisch debuut bij de Olympische Spelen van Peking. Hij verloor de finale van de Duitse Ole Bischof en moest zodoende genoegen nemen met het zilver. Vier jaar later wist hij op de Olympische Zomerspelen 2012 in Londen wel de finale te winnen en veroverde olympisch goud.
Hij studeert aan de Yongin University.

## Erelijst

### OS
- 2008:  Peking
- 2012:  Londen

### WK
- 2004:  Boedapest (U20)
- 2009:  Rotterdam
- 2010:  Tokio
- 2011:  Parijs

### Aziatische Spelen
- 2010  Guangzhou

### Aziatische kampioenschappen
- 2003  Macau (U20)
- 2005  Tashkent
- 2008  Jeju
- 2009  Taipei
- 2010  Guangzhou
- 2011  Abu Dhabi
- 2012  Tashkent

1972: Toyokazu Nomura ·
1976: Vladimir Nevzorov ·
1980: Sjota Chabareli ·
1984: Frank Wieneke ·
1988: Waldemar Legień ·
1992: Hidehiko Yoshida ·
1996: Djamel Bouras ·
2000: Makoto Takimoto ·
2004: Ilias Iliadis ·
2008: Ole Bischof · 
2012: Kim Jae-bum · 
2016: Chasan Chalmoerzajev · 
2020: Takanori Nagase · 
2024: Takanori Nagase